# Ambrus Tibor (költő)
Ambrus Tibor, eredetileg Ankner Tibor (Budapest, Terézváros, 1919. június 23. – Hatvan, 1973. február 18.) költő, műfordító.

## Életpályája
Ankner Magdolna fiaként született. Költeményeivel először 1945 után jelentkezett, önálló kötete 1948-ban jelent meg A tigris szól címen. 1952-től egészen nyugdíjazásáig a Magyar Rádió külső munkatársa volt. Műfordítással is foglalkozott, elsősorban az orosz és a német irodalomból. Másik, Tahi-Tóth Nándorral és Pálfi Évával közösen kiadott kötete: Mackó doktor meséi (mesekönyv, Budapest, 1956).
Felesége Schwarcz Ilona volt, akit 1939-ben Budapesten vett nőül.